# Németország megszünteti önmagát
A Németország megszünteti önmagát Thilo Sarrazin német közgazdász 2010-ben  megjelent könyve. Teljes címeː Németország megszünteti önmagát (Hogyan tesszük kockára országunkat?) (eredeti címː Deutschland schafft sich ab (Wie wir unser Land aufs Spiel setzen)
Sarrazzin ebben a könyvében azzal foglalkozik, hogy meglátása szerint milyen következményei vannak a németországi születésszám csökkenésének, és annak, hogy az összlakosságon belül nő a nem Németországban születettek, és ez utóbbi csoporton belül a mohamedánok száma. Ha a mohamedán bevándorlók születésszáma tartósan magasabb, mint az eredeti lakosságé, akkor néhány generáció leforgása alatt az államot és a társadalmat átveszik a mohamedán bevándorlók.
A szerző statisztikai adatok és saját számításai alapján kiszámította, hogy mekkora jelenleg a Közel- és Közép-Keletről és Afrikából érkezett bevándorlók összlakosságon belüli aránya. A  2015-ös bevándorlási válság előtt készült modellszámítás rendkívül óvatos módon feltételezte, hogy a bevándorlásból adódó nettó éves növekedés 100 000 fő, továbbá azt is, hogy a Közel- és Közép-Keletről és Afrikából érkezett, illetve már a Németországban élő, migrációs háttérrel rendelkező nők nettó reprodukciós rátája 1,0, míg a többi nő átlagos nettó reprodukciós rátája (az egy nőre jutó életben maradt lánygyermekek száma)  0,65.  Jelenleg az ország összlakosságához viszonyítva a Közel- és Közép-Keletről, illetve Afrikából származók aránya 7%, egy  generáció múlva 20%, két generáció múlva 38%, három generáció múlva 56%, míg négy generáció múlva 72% lesz 
A mű már a könyvpiaci megjelenése előtt nagy érdeklődést váltott ki, hiszen Németország legnagyobb politikai hetilapja, a Spiegel és legnagyobb bulvár napilapja, a Bild Zeitung már a megjelenés előtt részleteket közölt belőle. A könyvből 2012 elejéig 1,5 millió példányt adtak el, és ezzel a Német Szövetségi Köztársaság történetének legsikeresebb nem szépirodalmi könyve lett. A könyvben kifejtett tézisek széles körű és hosszadalmas vitát váltottak ki, melybe médiaszemélyiségek, tudósok és politikusok is bekapcsolódtak. A szerzőt egyhangú szavazattal felmentették a Szövetségi Bank felügyelő bizottságából. A szociáldemokrata párt elnöksége pedig pártfegyelmit indított Thilo Sarrazin ellen, amit azonban később leállítottak.